# Вача (Нижньогородська область)
Вача (рос. Вача) — робітниче селище в Вачському районі Нижньогородської області Російської Федерації.
Населення становить 5034 особи. Входить до складу муніципального утворення робітниче селище Вача.

## Історія
Від 2009 року входить до складу муніципального утворення робітниче селище Вача.

## Населення
| 1859  | 1897  | 1905  | 1926  | 1959  | 1970  | 1979  |
| ----- | ----- | ----- | ----- | ----- | ----- | ----- |
| 878   | ↗1784 | ↘1053 | ↗1712 | ↗6784 | ↗7714 | ↗7779 |
| 1989  | 1999  | 2002  | 2008  | 2009  | 2010  | 2011  |
| ↘7455 | ↘6690 | ↗6732 | ↘5987 | ↘5843 | ↗5987 | ↘5950 |
| 2012  | 2013  | 2014  | 2015  | 2016  | 2017  |       |
| ↘5753 | ↘5557 | ↘5488 | ↘5424 | ↘5369 | ↘5283 |       |